# Уланов Валентин Миколайович
Валентин Миколайович Уланов (нар. 29 травня 1937, село Велика Чернігівка, тепер Станично-Луганського району Луганської області) — український діяч, заступник начальника відділу слідчого управління Луганського обласного Управління внутрішніх справ, пенсіонер МВС. Народний депутат України 2-го скликання.

## Біографія
У вересні 1954—1955 роках — учень Ворошиловського (тепер — Алчевського) технічного училища № 3.
У 1955—1956 роках — машиніст баштових кранів тресту «Ворошиловськбуд» Ворошиловградської області.
У липні 1956 — жовтні 1959 року — служба в Радянській армії.
У 1959—1960 роках — машиніст баштових кранів тресту «Ворошиловськбуд» Луганської області.
У червні 1960 — лютому 1970 року — дільничий уповноважений, слідчий, старший слідчий Комунарського (тепер — Алчевського) міського відділу внутрішніх справ Луганської області. Член КПРС.
Закінчив заочно Харківський юридичний інститут імені Дзержинського, юрист-правознавець.
У лютому 1970 — січні 1993 року — старший інспектор, старший слідчий з особливо важливих справ, заступник начальника чергової частини, заступник начальника відділу кадрів, заступник начальника відділу слідчого управління Луганського обласного Управління внутрішніх справ.
З січня 1993 року — пенсіонер МВС. Член КПУ.
Народний депутат України 2-го демократичного скликання з .04.1994 (2-й тур) до .04.1998, Станично-Луганський виборчий округ № 258, Луганська область. Секретар Комітету з питань законності і правопорядку. Член депутатської групи «Відродження та розвиток агропромислового комплексу України» (до цього — член депутатської фракції комуністів).

## Звання
- полковник міліції

## Нагороди та відзнаки
- п'ять медалей